# Many Jost
Many Jost (* 8. September 1897 in Kawenczyn bei Warschau; † 1992 in Leipzig) war eine deutsche Malerin und Politikerin.

## Leben und Werk
Many (Maria) Jost wurde als Tochter eines Keramikers geboren. Ihre Eltern stammten ursprünglich aus Deutschland, waren jedoch aus beruflichen Gründen nach Polen übergesiedelt. Wegen der politischen Situation in den von Russland besetzten polnischen Gebieten ging die Familie nach Holland, später nach Deutschland. Ab 1909 lebten sie in Wittenberg, siedelten jedoch 1910 nach Meißen über. Durch den häufigen Wechsel des Wohnortes beherrschte Many Jost bereits als Kind drei Sprachen und befasste sich, angeregt durch die künstlerische Tätigkeit ihres Vaters, mit bildender Kunst.
Nach dem Abschluss der Volksschule in Meißen nahm sie zunächst Privatunterricht und studierte im Anschluss seit Anfang der 1920er Jahre Kunstgeschichte an der Universität Bonn und Grafik, Malerei und Kunsthandwerk an der Dresdner Akademie für angewandte Kunst. Danach war sie als freiberufliche Künstlerin tätig. Hauptsächlich schuf sie neben Gemälden textile Wandbehänge und Glasfenster. Als eine der ersten Frauen überhaupt widmete sie sich der künstlerischen Darstellung technischer Probleme.
Nachdem sich Many Jost geweigert hatte, ein von ihr geschaffenes Bild der neu erbauten Autobahnbrücke Siebenlehn an das Reichspropagandaministerium zu verkaufen, wurde sie von den Nationalsozialisten mit Berufsverbot belegt. Bis zum Ende des Zweiten Weltkriegs arbeitete sie deshalb im Beleuchtungsglaswerk in Dresden.
Nach Kriegsende konnte sie wieder an verschiedenen Ausstellungen teilnehmen. Hauptsächlich entstanden nun Bilder ihrer Wahlheimat Meißen und deren Umgebung. Von 1946 bis 1950 gehörte sie als Abgeordnete der CDU dem Sächsischen Landtag an. Engagiert setzte sich gegen den geplanten Abbruch der Dresdner Semperoper ein und rettete durch ihren Einspruch beim sowjetischen Stadtkommandanten Schloss Gauernitz vor dem Abriss. Außerdem war sie viele Jahre Mitglied des Meißner Stadtrates. In den 1950er Jahren wirkte sie an der Renovierung der St. Benno-Kirche in Meißen mit und schuf mehrere Glasfenster. Sie blieb bis ins hohe Alter künstlerisch aktiv. Ihr Grab befindet sich auf dem Nicolaifriedhof in Meißen-Lercha.

## Ehrungen
An Many Jost erinnert ein Straßenname in ihrer Heimatstadt Meißen. 2009 fand eine vom Bistum Dresden-Meißen organisierte Personalausstellung in der St. Benno-Kirche Meißen statt.

## Weblink
- https://www.bildindex.de/ete?action=queryupdate&desc=Jost%2C%20%22many%20jost%22%20&index=obj-all Bildindex